# Новая Заря (Криворожский район)
Новая Заря (укр. Нова Зоря) — село,
Весёловский сельский совет,
Криворожский район,
Днепропетровская область,
Украина.
Основано в качестве еврейской земледельческой колонии.
Код КОАТУУ — 1221881204. Население по переписи 2001 года составляло 150 человек.

## Географическое положение
Село Новая Заря находится на левом берегу Южного водохранилища,
выше по течению на расстоянии в 1,5 км расположено село Весёлое,
ниже по течению на расстоянии в 1 км расположено село Елизаветполье.
Река в этом месте извилистая, образует лиманы, старицы и заболоченные озёра.